# Steaua Bukareszt (hokej na lodzie)
CSA Steaua Bukareszt (rum. CSA Steaua București) – rumuński klub hokejowy z siedzibą w Bukareszcie.
Zespół występuje w lidze z przydomkiem Rangers.

## Sukcesy
- Złoty medal mistrzostw Rumunii (40 razy): 1953, 1955, 1956, 1958, 1959, 1961, 1962, 1964, 1965, 1966, 1967, 1969, 1970, 1974, 1975, 1977, 1978, 1980, 1982, 1983, 1984, 1985, 1986, 1987, 1988, 1989, 1990, 1991, 1992, 1993, 1994, 1995, 1996, 1998, 1999, 2001, 2002, 2003, 2005, 2006
- Puchar Rumunii (33 razy): 1969, 1973, 1974, 1975, 1976, 1977, 1978, 1980, 1981, 1982, 1984, 1985, 1986, 1987, 1989, 1990-wiosna, 1990-jesień, 1991, 1992, 1993, 1994, 1995, 1996, 1998-wiosna, 1998-jesień, 1999, 2000, 2002, 2004, 2005, 2008, 2011 (jesień), 2012
- Srebrny medal mistrzostw Rumunii: 2010, 2015
- Brązowy medal mistrzostw Rumunii: 2011, 2012, 2013, 2018